# Acipenser
Acipenser es un género de peces acipenseriformes de la familia Acipenseridae (esturiones). Son peces eurihalinos y anádromos. El género consta de tres especies, de boca ventral, de cinco hileras longitudinales de placas, que remontan los ríos para desovar, que puede alcanzar los 3,5 m de longitud y los 350 kg de peso. Con sus huevas se prepara el caviar, se distribuyen en el océano Atlántico. 
Este género existe desde hace 250 millones de años.[cita requerida] Su hábitat está asociado a los grandes sistemas fluviales del hemisferio norte, y además de encontrarse en el mar Báltico y también aparecen en América del Norte y en Europa. La especie tipo de este género de esturión es el esturión atlántico europeo o común (Acipenser sturio). 

## Taxonomía
Anteriormente el género constaba de veinte especies, sin embargo, dicha clasificación era parafilética a comparación de otros géneros.
Actualmente el género se divide en 3 especies que forman un grupo monofilético.
- Acipenser sturio (esturión común)
- Acipenser oxyrinchus (esturión del Atlántico)
- Acipenser desotoi (esturión del Golfo)

Especies fósiles:
- † Acipenser albertensis Lambe, 1902
- † Acipenser eruciferus Cope, 1876
- † Acipenser gigantissimus Nessov, 1997
- † Acipenser molassicus Probst, 1882
- † Acipenser ornatus Leidy, 1873
- † Acipenser toliapicus Agassiz, 1844
- † Acipenser tuberculosus Probst, 1882